# Mennydörgők*
A Mennydörgők* (eredeti cím: Thunderbolts*) 2025-ben bemutatott amerikai szuperhősfilm Jake Schreier rendezésében. Gyártója a Marvel Studios, forgalmazója a Walt Disney Studios Motion Pictures. A Marvel-moziuniverzum (MCU) harminchatodik filmje. A forgatókönyvet Eric Pearson, Lee Sung Jin és Joanna Calo írta. A főszerepben Sebastian Stan, Hannah John-Kamen, Wyatt Russell, Julia Louis-Dreyfus, Florence Pugh, David Harbour, Olga Kurylenko és Lewis Pullman látható.
Az Egyesült Államokban 2025. május 2-án, míg Magyarországon egy nappal korábban, 2025. május 1-jén mutatták be a mozikban.
A Marvel-moziuniverzum 5. fázisának utolsó filmje.

## Cselekmény
Malajziában Jelena Belova megsemmisít egy laboratóriumot a CIA igazgatója, Valentina Allegra de Fontaine megbízásából, hogy eltüntesse az O.X.E. Csoport „Őrszem” szuperkatona-projektjében való részvételének nyomait. Mivel de Fontaine ellen vádemelés készül a projektben betöltött szerepe miatt, Belovát, John Walkert, Szellemet és Kiképzőt egy titkos O.X.E. létesítményhez küldi egy hamis küldetés ürügyén. A helyszínen a csapat tagjai egymás ellen fordulnak egy halálos összecsapásban, melyben Szellem megöli Kiképzőt, mielőtt egy titokzatos férfi, Bob, váratlanul felbukkan. Amikor kiderül, hogy de Fontaine szándékosan küldte őket a halálba, hogy velük együtt minden kompromittáló bizonyítékot is eltüntessen, sikerül elmenekülniük.
De Fontaine értesül róla, hogy a csapat – Bobbal együtt, akit halottnak hittek az Őrszem-kísérletek során – túlélte a csapdát. Amikor de Fontaine megérkezik a helyszínre, Bob eltereli a figyelmet, miközben sértetlenül elnyeli az ellenséges tüzet, lehetővé téve Belova, Walker és Szellem menekülését. Bob ezután a levegőbe emelkedik, majd visszazuhan a komplexumba, ahol elfogják, és New Yorkba, a korábbi Bosszúállók-toronyba szállítják – amelyet most Őrszemtoronynak neveznek. Eközben Alekszej Szosztakov, aki egy szabadúszó sofőrként fültanúja volt de Fontaine tervének, kimenti Belovát, Walkert és Szellemet. A Belova gyermekkori focicsapata által inspirálva Alexei a csapatnak a Mennydörgők nevet adja.
A Mennydörgőket de Fontaine emberei üldözik, ám végül Bucky Barnes fogja el őket, aki azt tervezi, hogy tanúként állítja őket a vádemelési eljárás során. Miután Barnes megtudja, hogy Bob de Fontaine egyik titkos kísérletének alanya volt, a csapathoz csatlakozik, hogy együtt hatoljanak be New Yorkban az Őrszemtoronyba. A Mennydörgők rájönnek, hogy de Fontaine Bobot egy rendkívül erős szuperemberré alakította át, akit most Őrszemként ismernek. Őrszem könnyedén legyőzi a csapatot, és visszavonulásra kényszeríti őket. Ahogy Őrszem egyre istenibb felsőbbrendűségi téveszméket kezd táplálni, de Fontaine ellen fordul. Azonban asszisztense, Mel, egy biztonsági kapcsolóval harcképtelenné teszi őt. Ez aktiválja Őrszem pusztító alteregóját, a Felleget, aki elkezdi árnyékká változtatni a körülötte lévő embereket, és természetfeletti sötétségbe borítja New York városát.
Tudva, hogy a Felleget csak belülről lehet megállítani, Belova belép az árnyékbirodalomba, hogy elérje Bob tudatát. Ott szembenéz saját múltjának démonaival Fekete Özvegyként, és megtalálja Bobot egy mentális konstrukcióban – gyerekkori szobájában rejtőzve. Hamarosan a Mennydörgők is csatlakoznak hozzájuk, és együtt visszautaznak Bob malajziai kísérleteinek emlékébe. Bár a csapat szembeszáll a Felleggel, gyorsan vereséget szenvednek. Ahogy Bobot teljesen elnyelné a sötétség, a csapat közbelép, kifejezve hitüket benne. Ez a szolidaritás erőt ad Bobnak, hogy visszanyerje önuralmát, legyőzze a Felleget, és helyreállítsa a fényt és a normalitást a városban. A fenyegetés elhárulása után a Mennydörgők de Fontaine elfogására készülnek. Azonban de Fontaine manipulálja a közvéleményt egy sajtótájékoztatón, ahol a csapatot új néven, Új Bosszúállókként mutatja be.
A stáblista után az Új Bosszúállók és Bob egy űrbéli probléma kapcsán beszélgetnek, amikor egy segélykérő jelet kapnak egy interdimenzionális űrhajóról, amelyen egy hatalmas 4-es embléma látható.

## Szereplők
| Szereplő                                | Színész               | Magyar hang        | Leírás |
| --------------------------------------- | --------------------- | ------------------ | --- |
| Jelena Belova                           | Florence Pugh         | Mikecz Estilla     | A Mennydörgők tagja, akit a Vörös Szobában képeztek ki Fekete Özvegyként. |
| Bucky Barnes                            | Sebastian Stan        | Hamvas Dániel      | Kibernetikus karral rendelkező, feljavított katona és a Mennydörgők tényleges vezetője. A második világháborúban feltételezhetően meghalt, majd a jelenben újra felbukkant, mint agymosott bérgyilkos, mielőtt eltávolították volna a programozását és azóta megválasztották az Egyesült Államok Kongresszusának tagjává. |
| John Walker / USA Ügynök                | Wyatt Russell         | Brasch Bence       | Feljavított szuperkatona és a Mennydörgők tagja. Az amerikai hadsereg egykori kitüntetett kapitánya, aki az amerikai hadsereg Ranger-csapatának kapitánya volt, majd Amerika kapitány lett, mielőtt az amerikai kormány méltatlanul leszerelte volna.                                                                     |
| Antonia Drejkov / Kiképző               | Olga Kurylenko        | Csúz Lívia         | A Mennydörgők tagja, akinek fotografikus reflexei lehetővé teszik számára, hogy utánozza az ellenfelek harcmodorát. Korábban apja, Dreykov irányította, hogy küldetéseket teljesítsen a Vörös Szobának, mielőtt Belova nővére, Natasha Romanoff kiszabadította.                                                           |
| Robert „Bob” Reynolds / Őrszem / Felleg | Lewis Pullman         | Jaskó Bálint       | Szupererejű egyén, aki amnéziában szenved. A Felleg néven, az Őrszem egy árnyékokkal teljesen borított változataként, ő legyőzhetetlen, sötétséget terjeszt, és képes embereket árnyékokká változtatni. |
| Mel                                     | Geraldine Viswanathan | Podlovics Laura    | Valentina asszistense. |
| Holt                                    | Chris Bauer           | Koncz István       | Biztonsági tiszt az O.X.E. csoportnál. |
| Gary                                    | Wendell Edward Pierce | Faragó András      | Képviselő. |
| Alekszej Szosztakov / Vörös Őr          | David Harbour         | Király Attila      | A Mennydörgők tagja, aki Amerika Kapitány orosz szuperkatona mása és Belova apafigurája. |
| Ava Starr / Szellem                     | Hannah John-Kamen     | Martinovics Dorina | A Mennydörgők molekuláris instabilitással rendelkező tagja, aki képes átmenni a tárgyakon. |
| Valentina Allegra de Fontaine           | Julia Louis-Dreyfus   | Pálfi Kata         | Grófnő és a Központi Hírszerző Ügynökség igazgatója, aki összegyűjti a Mennydörgők tagjait. |
| Olivia Walker                           | Gabrielle Byndloss    | Mentes Júlia       | Walker felesége. |

### Magyar változat
- Magyar szöveg: Gáspár Bence
- Felvevő hangmérnök: Jacsó Bence
- Vágó: Kajdácsi Brigitta
- Gyártásvezető: Gelencsér Adrienne
- Szinkronrendező: Tabák Kata
- Produkciós vezető: Hagen Péter

A szinkront a Disney Character Voices International megbízásából a Mafilm Audio Kft. készítette el.

## A film készítése
A Marvel-moziuniverzum (MCU) 2014-es A galaxis őrzői című filmjének készítése során James Gunn rendező érdeklődését fejezte ki egy Mennydörgők alapú film készítése iránt, amely a Marvel Comics egy csapata, tele „antihősökkel és szuperbűnözőkkel”. A Marvel Studios elnöke, Kevin Feige szerint ez egy lehetőség volt A galaxis őrzői sikerét követően. 2021 májusára Gunnt már nem érdeklte az ötlet, miután megrendezte a DC-moziuniverzum (DCEU) The Suicide Squad – Az öngyilkos osztag című filmjét, mivel a DC Comics csapata hasonló koncepcióval rendelkezik, mint a Mennydörgők. 2018 júniusában Hannah John-Kamen lelkesedését fejezte ki, hogy ismét eljátszhatja Ava Starr / Szellem szerepét egy esetleges Mennydörgők filmben, figyelembe véve, hogy a Szellem képregénybeli változata a csapat tagja.
2022 júniusában Jake Schreier csatlakozott a Mennydörgők* rendezőjeként, a forgatókönyvet Eric Pearson írta, és Kevin Feige producerként működött közre. Schreiert azért választották, mert egy bemutatóval „lenyűgözte” a Marvel Studios vezetőit. A filmet hivatalosan 2022 júliusában jelentették be a San Diego Comic-Con rendezvényen.

### Forgatás
A forgatást eredetileg 2023 júniusának közepére tervezték, és hat hónapig tartott volna. Kezdetben úgy tűnt, az írói sztrájk nem fogja befolyásolni a munkálatokat, a Marvel Studios ugyanis azt tervezte, hogy a forgatás alatt annyit vesznek fel, amennyit csak lehet, és a szükséges írói módosításokat a már eleve betervezett újraforgatások során végzik el. A forgatást végül mégis elhalasztották az írói, majd a SAG-AFTRA színészek szakszervezetének sztrájkja miatt. A tervezett forgatási időszak egybeesett Sebastian Stan The Apprentice – A Trump-sztori című filmjének munkálataival, amelyben Donald Trumpot alakítja, ehhez súlygyarapodásra is szüksége volt. A sztrájkok kezdetekor elkezdte a fizikai átalakulást Bucky Barnes szerepére, amit aztán félbe kellett szakítania. David Harbour azt tervezte, hogy párhuzamosan forgatja a Mennydörgők* jeleneteit és a Stranger Things ötödik évadát Atlantában, ám utóbbi munkálatai szintén csúsztak a sztrájkok miatt.
A forgatás 2024. február 26-án kezdődött Atlantában, a Trilith Studios és az Atlanta Metro Studios területén. Május 29. és június 12. között forgatás zajlott Emery és Grand megyében. További forgatás zajlott Kuala Lumpurban is, a Medan Pasar téren és a Merdeka 118 felhőkarcolónál. A forgatás 2024. június 19-én fejeződött be.